# Franz-Ludwig Mersy
Franz-Ludwig Mersy (* 29. November 1785 in Weingarten bei Durlach (Baden); † 12. August 1843 in Offenburg) war katholischer Priester und Theologe.

## Kurzbiografie
Franz Ludwig Mersy war seit dem 1. November 1807 als Gymnasiallehrer in Bruchsal tätig und erhielt 1810 die Priesterweihe. Seine erste Pfarrstelle war 1813 in Erzingen. Im Jahre 1819 wurde er landesherrlicher Dekan. 1825 wurde er zum Geistlichen Rat am bischöflichen Ordinariat zu Bruchsal berufen. Hier blieb er bis zu dessen Aufhebung tätig. 1827 übernahm er als Pfarrer die St. Paul Gemeinde in Bruchsal. Ab dem 1. April 1830 versah er bis zu seinem Tod am 12. August 1843 seinen Pfarrdienst in Offenburg und hatte gleichzeitig das Amt eines Bezirks-Schulvisitator auszufüllen.

## Aktiver katholischer Kirchenreformer
Während seiner Zeit als Offenburger Stadtpfarrer zählte Mersy zu den liberalen Reformkräften der Stadt. Er gehörte zu den südwestdeutschen Kirchenreformern, die liberale Reformen innerhalb der katholischen Kirche einforderten. Sie verlangten die Einberufung von Synoden als Mitbestimmungsgremien, die Aufhebung des Zwangszölibats und eine pastorale Reform, die Verständlichkeit für alle garantieren sollte. Höhepunkt war der sogenannte Zölibatssturm von 162 badischen Geistlichen, die 1831 in einer Petition an die Badische Zweite Kammer die Aufhebung des Zölibats forderten. Über die Stadtgrenzen hinaus wurde Mersy bekannt durch seine Schrift: Sind Reformen in der katholischen Kirche notwendig? Auf welchem Wege sind dieselben zu bewirken, und welche Hindernisse stehen etwa entgegen? beantwortet in der Pastoralkonferenz des Distriktes Offenburg am 24. Juli 1832. Die Teilnehmer der Konferenz stellen in der Schrift klar, dass es „eine unerläßliche Pflicht“ der Kirche sei, sich in der Liturgie und den äußeren Formen und Gebräuchen zu reformieren. Das Ergebnis der Konferenz wird in 16 Punkte zusammengefasst. Darin wird ein deutsches Ritual gefordert, die Beschränkung der Wallfahrten, die Reduzierung der Marienfeste, die Abschaffung der Messstipendien. Der eigentliche Sprengsatz befindet sich in den Ausführungen, in denen das Zölibatsgesetz als „widernatürlich und unerträglich“ bezeichnet wird.
Die Erzdiözese Freiburg reagierte mit schroffer Ablehnung. Die Offenburger Schrift gelangte bis nach Rom. Papst Gregor XVI. sah sich gezwungen, Stellung zur Reformschrift zu beziehen. Er bezeichnet die Ausführungen als „schändlichste Verschwörung gegen das Cölibatsgesetz“. Am 4. Oktober 1833 kam die Schrift auf den Index (siehe Enzyklika Quo graviora von 1833, Papst Gregor XVI.).
Eine spätere Denkschrift verfasste Mersy unter dem Titel: Die Diözesansynode im Erzbistum Freiburg, eine Erwiderung auf die Schrift des Herrn Dr. Drey: „Was ist in unserer Zeit von Synoden zu halten?“ (1835). Die Diözesansynode wurde auf Verlangen Gregors XVI. durchgeführt (s. o.a. Enzyklika) und sollte die kirchliche Autorität demonstrieren bzw. wiederherstellen.
1843 musste Franz Ludwig Mersy auf Druck des Freiburger Erzbischofs aus der Redaktion der gemeinsam mit drei protestantischen Pfarrern (seit dem 16. August 1834) herausgegebene ökumenischen Zeitschrift „Badisches Kirchenblatt“ austreten. Er verfasste, unter seinem Namen, jedoch weiterhin verschiedene Artikel.

## Urteil der Nachwelt
Die katholische, ultramontan gefärbte Geschichtsschreibung hat sich in der zweiten Hälfte des 19. Jahrhunderts von den liberalen Ideen der Kirchenreformern abgesetzt. Franz Ludwig Mersys Handeln wurde als „wüstes Treiben“ bezeichnet, das einen „ungünstigen Einfluss“ auf den jungen Klerus hatte. Man denunzierte ihn als Freimaurer. Die Stadt Offenburg sei im Übrigen ein Brutnest „revolutionärer Bestrebungen“, was sich im Nachhinein auch bewahrheitet hat. – Mersy war zwischen 1810 und 1813 Mitglied der Vereinigten Mannheimer Freimaurerlogen Carl zur Eintracht und Karl und Stephanie zu Harmonie.
Als 1908 die Grabstätte von Dekan Mersy auf dem alten Offenburger Friedhof abgeräumt werden sollte, organisierte die altkatholische Gemeinde eine öffentliche Veranstaltung über Bedeutung der Reformvorschläge Franz Ludwig Mersys. Daraufhin wurde das Grab vor der Zerstörung gerettet. Es befindet sich noch heute auf dem Waldbach-Friedhof in Offenburg. 2010 wurde die Grabstätte durch den Förderkreis Historischer Waldbachfriedhof e.V. restauriert.
Seit 1996 ist eine Straße in Offenburg nach dem Dekan Franz Ludwig Mersy benannt.